# Église Saint-Pierre d'Hardanges
Pour les articles homonymes, voir Église Saint-Pierre.
L'église Saint-Pierre d'Hardanges est une église catholique située à Hardanges, dans le département français de la Mayenne.

## Localisation
L'église est située dans le bourg d'Hardanges, rue des Artisans, en bordure de la route départementale 147.

## Histoire
L'église est d'origine romane.

## Architecture et extérieurs
Sur la façade ouest est incrusté un petit édicule encadrant les armoiries papales. Il daterait du XVIIe siècle et proviendrait du château d'Averton.

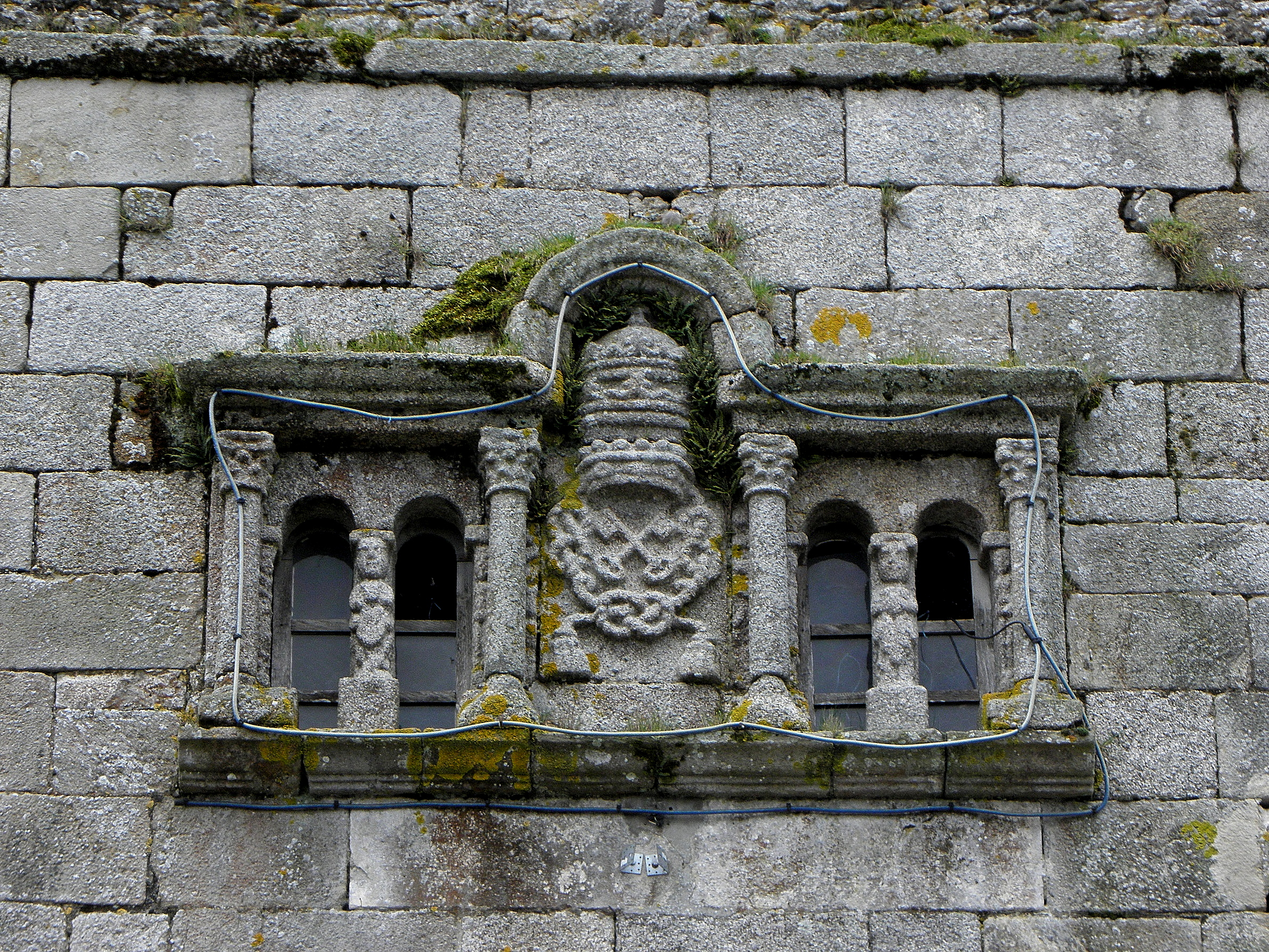
Détail sculpté ornant la façade ouest de la tour-clocher.

Le pignon et la porte sont refaits en 1724 par Michel Loison de Chevaigné-du-Maine. Les deux côtières sont quant à elles reprises en 1743 par François Lebosse.
Le clocher est surmonté d'une flèche en ardoise depuis 1828. Il a remplacé un pinacle à double baie. Le chevet est carré et de petites fenêtres romanes éclairent la nef.
Restaurée à la fin du XIXe siècle, l'église ne put accueillir comme prévu l'inventaire le 9 février 1906, le receveur venu seul de Villaines-la-Juhel s'étant heurté à la présence de 200 hommes réunis sur place. Ils lui refusèrent l'entrée dans l'église, tandis qu'au même moment les femmes et les enfants priaient dans le sanctuaire.
Le cimetière contigu à l'église a été déplacé en 1885.

## Intérieur
La chapelle du nord, bénite le 1er août 1773, contient un tableau représentant le Baptême du Christ.
L'une des cloches, nommée Anne par Brandelis de Champagne, a été bénite en 1711 ; l'autre cloche a été bénite le 25 mai 1784.
Les autels de la Vierge et de saint Sébastien sont signalés dès 1707.
Dans la nef se trouve l'inscription suivante, gravée dans le ciment : « Hic requiescunt in pace domini atavi domus de MERODE » (« Ici reposent dans la paix du seigneur les ancêtres de la famille de MERODE »), en mémoire de la famille de Merode, descendante par alliance du seigneur du château de la Chasseguerre, Brandelis de Champagne.